# Granica proporcjonalności
Granica proporcjonalności – maksymalne naprężenie, przy którym zachodzące odkształcenie jest proporcjonalne do wywołującego je naprężenia. Jest to granica liniowej sprężystości, a więc obowiązywania prawa Hooke’a. Granicę proporcjonalności w przypadku rozciągania określa się symbolem {\displaystyle R_{H},} w przypadku zginania – {\displaystyle R_{Hg},} a dla skręcania – {\displaystyle R_{Hs}.} Dzięki określeniu tej wielkości możliwe jest wyznaczenie m.in. modułu Younga {\displaystyle E.}